# Stagno di Cagliari
Stagno di Cagliari ([stànjo di kàljari]) ali Stagno di Santa Gilla [stànjo di sànta džìla] je laguna v Tirenskem morju na južni obali Sardinije, severozahodno od mesta Cagliari. Upravno spada pod  italijansko deželo Sardinija. Zavzema 13 km².

## Geomorfologija
Z geološkega vidika je območje, ki ga zavzema ribnik, depresija, ki je sestavni del jarka Campidano. Ta jama je nastala v kvartarni dobi zaradi fluvialne erozije peščenjakov, ki so tvorili Tirenski šelf, ki so ji sledile ciklične regresije in morske ingresije v naslednjih obdobjih (verzilijansko). Južno depresijo je dokončno zapolnilo morje, v zadnjem času pa jo je od njega ločil peščeni obalni pas. Sledi prvotne tirenske police ostajajo v Sa illetti in na nekaterih mestih na celini v Cagliariju.
Morsko dno je v povprečju plitvo, največja zaznana globina na nekaterih točkah je 2,5 metra, vendar je sprememba naravnih izlivov, ki se povezujejo z morjem, in kroženje tokov povzročila odlaganje materiala in dviganje morskega dna.
Slanost se razlikuje glede na območje ribnika. V bolj odprtih odsekih, ki imajo naravno kontinuiteto z zalivom, ima značilne morske vrednosti (Laguna Santa Gilla). V severnem delu, ob ustju pritokov, je slanost nižja, kar tvori prehodno okolje. V južnem delu, ki predstavlja izparilni bazen solin Macchiareddu, ima višje vrednosti od morskih. Južneje, blizu ribnika Capoterra, se padajoči gradient slanosti ponovno pojavi od ribnika do izliva potoka Santa Lucia.

## Opis
V začetku 20. stoletja je laguna obsegala približno 40 km², a je bila postopoma zasuta in pozidana z industrijskimi obrati in stanovanjskimi zgradbami. Današnja vzhodna obala poteka od mesta Cagliari mimo njegovih predmestij do mesta Elmas. Severna obala je prepredena z izlivi treh rek in več potokov, ki pritekajo iz notranjosti Sardinije. Na zahodni obali sta dve obširni industrijski coni, obdelana polja, stanovanjska poslopja in velike soline. Na jugu zapirata laguno peščena sipina in otok Sa Illetta, ki se podolgovato razteza proti notranjosti. Zaradi njene raznolikosti je moč razdeliti laguno na naslednja področja:
- Santa Gilla, po kateri se včasih imenuje vsa laguna, je obala pred Cagliarijem, katero povezuje z odprtim morjem prekop med kopnim in otokom;
- severno področje z rečnimi izlivi, ki je bilo na razne načine izsušeno in spremenjeno;
- soline, ki zavzemajo osrednji in jugozahodni del lagune;
- kal Capoterra, ki ga loči od solin ozek nasip, po katerem je speljana cesta med industrijsko cono in pomolom, ki na jugu zapira laguno v smeri jugozahod-severovzhod. Pomol se v isti smeri nadaljuje z dolgo sipino, ki zapira soline do otoka.
- otok Sa Illetta, ki na zahodu zaključuje sipino, na vzhodu pa ga loči od mesta Cagliari kanal, ki je edina povezava lagune z morjem.

## Rastlinstvo
Vegetacija lagune s krajinskega vidika ni pomembna, saj jo sestavljajo zelnate in sufrutične vrste. Vendar pa je velikega naravoslovnega pomena, saj je bistvenega pomena za zagotavljanje ohranjanja biotske raznovrstnosti, zlasti kar zadeva živalstvo. Nekatere rastlinske vrste so glavna sestavina prehrane različnih ptic, ki so v ribniku, predvsem pa gosta zelnato-grmičasta vegetacija, ki prekriva brežine, predstavlja življenjski prostor, v katerem lahko nemoteno gnezdi večina vrst ptic. Sprememba floristične sestave in stopnje pokritosti ima neizogibne posledice na avifavno ribnika.
Prisotnost različnih fizičnih okolij na različnih točkah ribnika, zlasti v povezavi s slanostjo vode, povzroča heterogenost v rastlinskih združbah, ki jih je v vsakem primeru mogoče izslediti nazaj do treh temeljnih tipov:
- psamofilna vegetacija (ki raje ali uspeva v peščenih območjih)
- halofilna vegetacija (ekstremofil, ki uspeva v visokih koncentracijah soli)
- sladkovodno rastlinje.

Psamofilna vegetacija se razprostira predvsem na peščenem obalnem pasu in na drugih območjih ribnika, pogosto povezana s halofiti (v tem primeru govorimo o halopsamofilni vegetaciji). V tej vegetaciji najdemo Limonium densiflorum in Polygonum scoparium (obe endemični in ne izključno na Sardiniji), morska kamilica (Anthemis maritima), Agropyrum junceum, Ammophyla arenaria itd.
Halofilna vegetacija je razširjena v dobršnem delu ribnika, predvsem pa jo najdemo okoli najbolj oddaljenih območij, ob bregovih kanalov in plitvih bazenov ter na bregovih Sa illetta. Združbe halofitnih rastlin najdemo tudi v severnem delu ribnika in na območjih, kjer je potopitev začasna, stanje, ki določa močno kopičenje soli. V tej vegetaciji najdemo rastline, ki jih običajno najdemo v slanih tleh in brakičnih vodah (osončnik (Salicornia), členkar (Arthrocnemum), Salsola, Halocnemum itd.). Nekatere vrste lahko tvorijo posebne združbe, v katerih prevladujejo in postanejo reprezentativne (npr. Salicornia). Med halofitnimi grmičastimi rastlinami je zlahka prepoznavna Atriplex halimus, zelo pogosta vrsta v okolici Cagliarija.
Med halofilnimi hidrofiti, prisotnimi v slanih vodah, sta še posebej pomembni Ruppia cirrhosa in Potamogeton pectinatus, ki ju v somorničnih vodah blizu ustja nadomestita Ruppietum maritimae in Potamogeton natans. Te rastline so del prehrane številnih ribniških ptic. Sem sodi tudi veliki plamenec, ki se hrani s semeni Ruppia tako, da jih skupaj z raki vzame iz bazena.
Sladkovodna vegetacija je v glavnem koncentrirana v severnem delu blizu izliva pritokov, kjer je voda le rahlo brakična. To rastlinstvo predstavljajo nekatere specifične združbe: navadni trst (Phragmites australis), širokolistni rogoz (Thypha latifolia) in ozkolistni mačji rep (Thypha angustifolia), ločje (Juncus spp.). Ta združenja so jasno vidna v bližini Asseminija, na odseku piemontske pokrajinske ceste, ki poteka vzdolž severnega dela ribnika.
Med vrstami sladkovodne vegetacije so šaši (Carex spp.), ciperijo (Cyperus spp.), vodna meta (Mentha aquatica), navadna vodna kreša (Nasturtium officinale), kosmata zlatica (Ranunculus spp.), vodna perunika (Iris pseudacorus) itd.). Med lesnatimi rastlinami najdemo tudi tamariše (Tamarix gallica in Tamarix Africana).
Med zanimivostmi je treba omeniti prisotnost majhnega oljčnega nasada v deželi Sa illetta. Po drugi strani pa je oljka vrsta, ki bolje kot drugo sadno drevje prenaša zmerno slana ali alkalno slana tla.
Negativni vidik vegetacije ribnika Cagliari je progresivna degradacija, ki ji je podvržena: leta 1911 je bilo registriranih več kot 500 botaničnih vrst, v 1980-ih nekaj več kot 460 vrst, od katerih več kot sto ni bilo prisotnih v prvem popisu. Ti podatki poleg tega, da kažejo na zmanjšanje biotske raznovrstnosti rastlin, poudarjajo tudi spremembo, ki jo je doživela floristična sestava.

## Favna
Prisotna favna vključuje veliko različnih vrst ptic in je eno glavnih evropskih selitvenih mest za velike plamence (Phoenicopterus roseus).

### Ptice
Ptice predstavljajo najpomembnejši element v ribniku zaradi velikega števila prisotnih vrst, tako gnezdilk kot selivk. Ribnik Santa Gilla in bližnji ribnik Molentargius sta med najpomembnejšimi evropskimi počivališči v selitvah velikega plamenca (Phoenicopterus roseus). Ta pobrežnik se zadržuje v vodah ribnika in se prehranjuje predvsem z majhnimi raki. Glavna sestavina njegove prehrane je Artemia salina, rak, ki je v velikih količinah prisoten v ribnikih Cagliarija in daje perju plamenca rožnato barvo. Prehrana je integrirana z drugimi majhnimi živalmi (členonožci, mehkužci itd.) in s semeni hidrofitnih rastlin, razpršenih v vodah (rupija, rogoz, mačji rep itd.). Dolga leta so plamenci brez gnezdenja zahajali v ribnik, verjetno zaradi pritiska človeka in plenilcev jajc, zlasti galebov; ponovno je začel gnezditi med spontano vegetacijo ribnika. Monitoring leta 2004 je zabeležil preko 6000 gnezdečih parov.
Seznam vrst, ki so prisotne v ribniku, je precej dolg, upoštevajoč tako gnezditvene vrste kot tiste, ki pogosto obiskujejo ribnik brez gnezdenja. Seznam upošteva samo večkrat potrjene prisotnosti od 1990-ih do leta 2004. Občasne prisotnosti in tiste, ki so bile dokumentirane v preteklosti, so iz seznama izključene. Pri navedbi gnezdečih vrst se upoštevajo le dogodki, potrjeni med monitoringom.

### Sesalci
Sesalci, ki so prisotni v ribniku, predstavljajo majhen del vseprisotnih vrst, ki torej niso strogo povezane s habitatom ribnika:
- Žužkojede živali: rjavoprsi jež (Erinaceus europaeus), sardinski hrošč (Crocidura ichnusae), Etruščanska rovka (Suncus etruscus).
- Lagomorfi: Divji kunec (Oryctolagus cuniculus).
- Glodavci: siva podgana (Rattus norvegicus), črna podgana (Rattus rattus), hišna miš (Mus musculus), gozdna miš (Apodemus sylvaticus).
- Mesojede živali: mala podlasica (Mustela nivalis), sardinska lisica (Vulpes vulpes ichnusae).

### Plazilci in dvoživke
- Dvoživke: zelena krastača (Bufotes viridis), sardinska drevesna žaba (Hyla sarda).
- Želve: močvirska sklednica (Emys orbicularis), grška kornjača (Testudo hermanni hermanni).
- Gekoni: sredozemski hišni gekon (Hemidactylus turcicus), pozidni gekon (Tarentola mauritanica).
- Kuščarji: italijanski stenski kuščar (Podarcis sicula cettii).
- Skinki: Chalcides chalcides vittatus, Chalcides ocellatus tiligugu.
- Kače: črnica (Coluber viridiflavus), mavrska vodarica (Natrix maura).

## Človeški posegi
Do nedavnega je bila laguna popolnoma zaprta z omenjeno sipino, ki je bila na več krajih prekinjena z ozkimi kanali. Otok Sa Illetta, takrat skoraj kvadratne oblike s stranico okoli 2 km, se je nahajal približno na sredi med sipino, mestno obalo in polotokom, kjer je danes letališče. V zadnjih desetletjih je bil odstranjen del sipine ob vhodu v laguno, kjer je bil izkopan širok plovni kanal vzdolž mesta. Mestna obala je postala vzhodna stran tega kanala. Z izkopanim materialom je bila zasuta plitvina med otokom in sipino, kar je ustvarilo zahodno stran kanala. Otok je dobil popolnoma novo obliko: podoben je podkvi z različno debelima krakoma in površina se je približno potrojila. Strogo gledano ni več otok, saj ga sipina in nasip ob kalu Capoterra povezujeta s kopnim. Ker je kanal dovolj širok, da zagotavlja pretok voda, so bile vse manjše »razpoke« v sipini zasute, da so lahko po vsej sipini speljali sodobno štiripasovno cesto, ki povezuje Cagliari z jugozahodom Sardinije (Sulcis). Več nekdanjih manjših otočkov je bilo vključenih v nove predele otoka Sa Illetta, v utrdbe sipine in v nasip Capoterra.